# Halowe Mistrzostwa Europy w Lekkoatletyce 1972 – bieg na 400 m kobiet
Bieg na 400 metrów kobiet – jedna z konkurencji biegowych rozgrywanych podczas halowych lekkoatletycznych mistrzostw Europy w hali Palais des Sports w Grenoble. Eliminacje i półfinały zostały rozegrane 11 marca, a bieg finałowy 12 marca 1972. Zwyciężyła reprezentantka Republiki Federalnej Niemiec Christel Frese, a całe podium zajęły zawodniczki z tego państwa. Tytułu zdobytego na poprzednich mistrzostwach nie broniła Wira Popkowa ze Związku Radzieckiego.

## Rezultaty

### Eliminacje
Rozegrano 3 biegi eliminacyjne, do których przystąpiło 9 biegaczek. Awans do półfinału dawało zajęcie jednego z pierwszych dwóch miejsc w swoim biegu (Q). Skład półfinałów uzupełniły dwie zawodniczki z najlepszym czasem wśród przegranych (q).
Opracowano na podstawie materiału źródłowego.
Bieg 1
| Miejsce | Zawodniczka        | Czas  | Uwagi |
| ------- | ------------------ | ----- | ----- |
| 1       | Colette Besson     | 54,74 | Q     |
| 2       | Erika Weinstein    | 54,90 | Q     |
| 3       | Margaretha Larsson | 55,43 | q     |

Bieg 2
| Miejsce | Zawodniczka       | Czas  | Uwagi |
| ------- | ----------------- | ----- | ----- |
| 1       | Christel Frese    | 54,83 | Q     |
| 2       | Verona Bernard    | 55,11 | Q     |
| 3       | Bernadette Martin | 55,88 | q     |

Bieg 3
| Miejsce | Zawodniczka     | Czas  | Uwagi |
| ------- | --------------- | ----- | ----- |
| 1       | Lubow Zawjałowa | 55,96 | Q     |
| 2       | Inge Bödding    | 55,96 | Q     |
| 3       | Birgitte Jennes | 57,37 |       |

### Półfinały
Rozegrano 2 biegi półfinałowe, w których wystartowało 8 biegaczek. Awans do finału dawało zajęcie jednego z dwóch pierwszych miejsc w swoim biegu (Q).
Opracowano na podstawie materiału źródłowego.
Bieg 1
| Miejsce | Zawodniczka     | Czas  | Uwagi |
| ------- | --------------- | ----- | ----- |
| 1       | Colette Besson  | 54,61 | Q     |
| 2       | Erika Weinstein | 55,06 | Q     |
| 3       | Lubow Zawjałowa | 55,12 |       |
| 4       | Verona Bernard  | 55,25 |       |

Bieg 2
| Miejsce | Zawodniczka        | Czas  | Uwagi |
| ------- | ------------------ | ----- | ----- |
| 1       | Christel Frese     | 54,57 | Q     |
| 2       | Inge Bödding       | 54,85 | Q     |
| 3       | Margaretha Larsson | 55,75 |       |
| 4       | Bernadette Martin  | 56,75 |       |

### Finał
Opracowano na podstawie materiału źródłowego.
| Miejsce | Zawodniczka     | Czas  |
| ------- | --------------- | ----- |
| 1       | Christel Frese  | 53,36 |
| 2       | Inge Bödding    | 54,60 |
| 3       | Erika Weinstein | 54,73 |
| 4       | Colette Besson  | 55,64 |